# Грос-Умштат
Грос-Умштат (њем. Groß-Umstadt) град је у њемачкој савезној држави Хесен. Једно је од 23 општинска средишта округа Дармштат-Дибург. Према процјени из 2010. у граду је живјело 21.352 становника. Посједује регионалну шифру (AGS) 6432010.

## Географски и демографски подаци
Грос-Умштат се налази у савезној држави Хесен у округу Дармштат-Дибург. Град се налази на надморској висини од 170 – 365 метара. Површина општине износи 86,8 km². У самом граду је, према процјени из 2010. године, живјело 21.352 становника. Просјечна густина становништва износи 246 становника/km².

## Међународна сарадња
| Мјесто | Држава      | Врста сарадње | Од    |
| ------ | ----------- | ------------- | ----- |
|        | Португалија | партнерство   | 1986. |
|        | Француска   | партнерство   | 1966. |
| Извор  |             |               |       |